# Nesle-Normandeuse
Nesle-Normandeuse è un comune francese di 603 abitanti situato nel dipartimento della Senna Marittima nella regione della Normandia.

## Società

### Evoluzione demografica
--87.155.238.250 (msg) 23:55, 16 feb 2022 (CET)
Abitanti censiti